# Manhouce
Manhouce ist eine Gemeinde (Freguesia) im portugiesischen Kreis São Pedro do Sul. In ihr leben 466 Einwohner (Stand 19. April 2021).